# Rémálmok és lidércek
A Rémálmok és lidércek (Nightmares & Dreamscapes) Stephen King harmadik, 1993-ban megjelent novelláskötete. Magyarul először az Európa Könyvkiadónál jelent meg a mű, Marosán Lajos, Rézműves Zoltán, Siklós Márta, Somogyi Pál László és Szilárd Gabriella fordításában, 1995-ben.

## Tartalom
- Bevezető /Mítosz, hit, vallás avagy a Ripley-féle Ha hiszi, ha nem/ (Introduction /Myth, Belief, Faith, and Ripley's Believe It or Not!/)
- Dolan és a Cadillac (Dolan's Cadillac)
- A hercehurca vége (The End of the Whole Mess)
- Engedjétek hozzám a kisdedeket (Suffer the Little Children)
- Az éjszakai denevér (The Night Flier)
- Papóca (Popsy)
- Nekünk épül a ház (It Grows on You)
- Csattogó fogsor (Chattery Teeth)
- Anyának, szeretettel (Dedication)
- A mozgó ujj (The Moving Finger)
- A tornacipő (Sneakers)
- Haver, baromi jó zenekaruk van (You Know They Got a Hell of a Band)
- Otthoni szülés (Home Delivery)
- Esős évszak (Rainy Season)
- Szép lovacskám (My Pretty Pony)
- Bocsánat, nem téves (Sorry, Right Number)
- A tízórai emberek (The Ten O'Clock People)
- Crouch End (Crouch End)
- A Maple Street-i ház (The House of Maple Street)
- Az ötödik negyed (The Fifth Quarter)
- A doktor esete (The Doctor's Case)
- Umney utolsó esete (Umney's Last Case)
- Head Down
- Brooklyn August
- A koldus és a gyémánt (The Beggar and the Diamond)
- Jegyzetek (Notes)

## Magyarul
- Rémálmok és lidércek. Elbeszélések; ford. Marosán Lajos et al.; Európa, Bp., 1995